# Carlos Lara Bareiro
Carlos Lara Bareiro (Capiatá, 6 de marzo de 1914 - Buenos Aires, 21 de septiembre de 1987) fue un músico clásico, compositor y director de orquesta paraguayo.

## Infancia y juventud
Nació en Capiatá, Paraguay, el 6 de marzo de 1914, hijo de Juan Carlos Lara Castro y de Lorenza Bareiro. Heredó de su padre la aptitud y la vocación por la música y con el aprendió los rudimentos del arte que luego llegaría a dominar a la perfección. Inició sus estudios en la Banda de Músicos del Batallón de Boys Scouts. A partir de 1932, estudió en la Banda de Músicos de la Policía de la Capital y en el Ateneo Paraguayo, con el maestro Remberto Giménez.

## Carrera
Entre los años 1940 y 1943 Lara Bareiro fue presidente de la Asociación de Músicos del Paraguay y en 1943 obtuvo una beca del Brasil para estudiar en la Escuela Nacional de Música de la Universidad de Río de Janeiro, allí permaneció ocho años. Estudió armonía, contrapunto y fuga con Newton Padua, José Paula da Silva y Virginia Fiuzza, composición con Joao Ottaviano y violín con Francisco Chiafitelli. También recibió lecciones de dirección orquestal del maestro Francisco Mignone, con lo cual llegó a constituirse en el músico de más alta formación académica del Paraguay.
En 1950 egresó de la Universidad y dirigió un concierto, con sus obras, en Río de Janeiro. A su regreso al país, en 1951, creó la Orquesta Sinfónica de la Asociación de Músicos del Paraguay, con la cual trabajó durante dos temporadas. Produjo el estreno de obras tales como “El sueño de Renée” y la “Suite Guaraní” de Juan Max Boettner y la “Sinfonía en Si Bemol” de Otakar Platil. En 1954 dirigió “Madame Butterfly” de Giacomo Puccini, con el elenco de Sofía Mendoza.

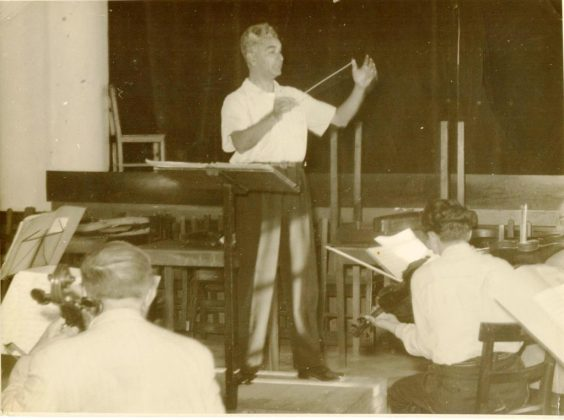
Carlos Lara Bareiro dirigiendo una orquesta en 1954. Foto: Acervo del Centro Cultural de la República El Cabildo

Su campaña en favor de la Orquesta Sinfónica de la Asociación de Músicos del Paraguay y la experiencia acumulada por sus integrantes creó el ambiente propicio para la fundación, en 1957, de la Orquesta Sinfónica de la Ciudad de Asunción (OSCA).
Debido a la intolerancia política reinante fue confinado en el interior del país y luego hubo de marchar al exilio, en 1955. Vivió en la Argentina por más de tres décadas, al igual que otros muchos músicos paraguayos, sin poder regresar a su patria. En ese tiempo dirigió conciertos en Buenos Aires y en Santiago de Chile, grabó discos con la Orquesta Sinfónica de la Asociación del Profesorado Orquestal, de la capital porteña, y se desempeñó como director de coros y como docente. En cuanto director de orquesta es recordado por su disciplina y su organización. 
En sus composiciones se traducen influencias del estilo impresionista, con la utilización de material procedente del folklore musical del Paraguay. Su obra fue proscripta durante los 35 años que duró la dictadura del general Alfredo Stroessner (1954-1989) debido a que el régimen lo persiguió por su afinidad al Partido Comunista Paraguayo (PCP) y recién pudo difundirse una vez depuesto aquel despótico régimen.

## Obras
Entre sus obras sinfónicas se encuentran las siguientes: 
- “Suites paraguayas 1 y 2” de la serie “Acuarelas Paraguayas”
- “Concierto para piano y orquesta”
- “Gran guarania en Do mayor Koeju mba'e apohara rapepe”, estrenada por la orquesta Sinfónica de Río de Janeiro
- “Guarania Sinfónica para coro y orquesta”, sobre el texto “Ñande poyvi gûype” de Enrique Bogado
- “Guarania Nº 3 en Re, Ñasaindy jave”, sobre texto de Darío Gómez Serrato.

De su producción para piano destacan:
- “Acuarelas Paraguayas” y para guitarra
- “Tres piezas en Mi: Preludio agreste, Guarania y Alegría”

Es autor además de canciones populares y de arreglos sinfónicos de música de inspiración folklórica, entre ellas “Cholí” de José Asunción Flores y “Mi destino” de Mauricio Cardozo Ocampo.

## Distinciones
En 1996 recibió, póstumamente, la condecoración del gobierno nacional “Honor al mérito”, y en 1997 se publicó un libro conteniendo sus memorias.

## Muerte
Falleció en Buenos Aires, Argentina, el 20 de octubre de 1987. Sus restos mortales fueron repatriados a su Paraguay natal, en septiembre de 2007.